# Тафт (Тексас)
Тафт (енгл. Taft) град је у америчкој савезној држави Тексас. По попису становништва из 2010. у њему је живело 3.048 становника.

## Демографија
Према попису становништва из 2010. у граду је живело 3.048 становника, што је 348 (10,2%) становника мање него 2000. године.
| Група             | 2000.         | 2010.         |
| Белци             | 987 (29,1%)   | 651 (21,4%)   |
| Афроамериканци    | 113 (3,3%)    | 82 (2,7%)     |
| Азијати           | 2 (0,1%)      | 3 (0,1%)      |
| Хиспаноамериканци | 2.276 (67,0%) | 2.301 (75,5%) |
| Укупно            | 3.396         | 3.048         |